# Rangentabel
De Rangentabel (Russisch: Табель о рангах) was een rangensysteem dat op 24 januari 1722 door Peter de Grote in het Keizerrijk Rusland werd ingevoerd. De rangen in het systeem liepen grotendeels parallel (leger, marine en ambtenarij).
| Klasse | Leger                         | Marine                               | Ambtenarij                      |
| ------ | ----------------------------- | ------------------------------------ | ------------------------------- |
| I      | Veldmaarschalk                | Grootadmiraal                        | Rijkskanselier                  |
| II     | Generaal                      | Admiraal                             | Geheimraad in werkelijke dienst |
| III    | Luitenant-generaal            | Viceadmiraal                         | Geheimraad                      |
| IV     | Generaal-majoor               | Schout-bij-nacht                     | Staatsraad in werkelijke dienst |
| V      |                               |                                      | Staatsraad                      |
| VI     | Kolonel                       | Kapitein ter zee van de 1ste klasse  | Collegeraad                     |
| VII    | Luitenant-kolonel             | Kapitein ter zee van de 2de klasse   | Hofraad                         |
| VIII   | Majoor                        | Kapitein-luitenant                   | Collegeassessor                 |
| IX     | Kapitein (rang) of ritmeester | Luitenant ter zee van de 1ste klasse | Titulairraad                    |
| X      | Eerste luitenant              |                                      | Collegesecretaris               |
| XI     |                               |                                      | Scheepssecretaris               |
| XII    | Tweede luitenant              | Luitenant ter zee van de 2de klasse  | Gouvernementssecretaris         |
| XIII   | Vaandrig                      |                                      | Provinciaal-secretaris          |
| XIV    |                               |                                      | Klerk van de registratie        |